# Ярослав (линейный корабль, 1784)
«Ярослав» — 74-пушечный парусный  линейный корабль Балтийского флота России. Один из девятнадцати кораблей одноимённого типа. Был заложен 13 (24) января 1783 года на Соломбальской верфи Архангельска, спущен на воду 12 (23) мая 1784 года. Строительство велось корабельным мастером Михаилом Дмитриевичем Портновым.
Корабль принимал участие в войне с Швецией 1788—1790 годов и войне с Францией 1792—1797.

## История службы
В июне—августе 1784 года «Ярослав» с эскадрой перешёл из Архангельска в Кронштадт. В 1785 в составе эскадры выходил в практическое плавание в Балтийское море до острова Борнгольм. 20 декабря 1787 года корабль был приписан к Средиземноморской эскадре адмирала С. К. Грейга.

### Русско-шведская война
23 июня 1788 года с эскадрой адмирала С. К. Грейга Корабль вышел из Кронштадта для поиска шведских кораблей.
6 июля корабль принял участие в Гогландском сражении, сначала идя в авангарде, а после смены галса — в арьергарде. Во время боя «Ярослав» получил 20 пробоин. Семь человек было убито, и 29 ранено. После сражения корабль с эскадрой крейсировал в Финском заливе. 26 июля были обнаружены суда шведов. «Ярослав» в числе трёх головных кораблей русского флота атаковал неприятеля, который пытался уйти в свеаборгские шхеры. Шведский корабль «Густав-Адольф» сел на мель и, «Ярослав», совершив несколько выстрелов, принудил его к сдаче.
До 21 сентября «Ярослав» в составе эскадры ходил в Финском заливе, после чего прибыл в Ревель. 2 июля 1789 года с эскадрой адмирала В. Я. Чичагова корабль вышел в море. 15 июля он принял участие в Эландском сражении. После сражения корабль с флотом крейсировал в районе островов Борнгольм, Готланд и мыса Дагерорт, а затем, 16 августа, стал на Ревельский рейд. 27 августа «Ярослав» с флотом отправился в крейсерство в Финский залив. 24 сентября «Ярославу» пришлось отделиться от флота, так как во время шторма он был повреждён. 1 октября корабль возвратился в Ревель.
2 мая 1790 «Ярослав» принял участие в Ревельском сражении. Корабль стоял на шпринге в первой линии и во время боя совершил 1330 выстрелов. На корабле был убит один человек, трое ранены. 24 мая эскадра Чичагова покинула Ревель и направилась на поиски судов противника. 29 мая, преследуя шведов, русская эскадра вошла в Выборгский залив. 9 июня «Ярослав» занял позицию в середине главных сил. 22 июня состоялось Выборгское сражение. Во время сражения «Ярослав» атаковал шведские гребные суда. После этого он с флотом крейсировал у Свеаборга, 13 июля вернулся на Ревельский рейд.
С 18 июля по 5 августа «Ярослав» с отрядом бригадира П. И. Лежнева крейсировал у полуострова Паркалаут, Свеаборга, пролива Барёзунд. С мая по август 1791 года «Ярослав» с эскадрой ходил в плавание в Финский залив.

### Война с Францией 1792—1797 годов
30 июня 1793 года с эскадрой адмирала В. Я. Чичагова «Ярослав» вышел из Ревеля к проливу Зунд. С 10 июля по 13 августа отряд находился около острова Мён, блокируя пролив, а 20 августа вернулся в Ревель. В 1795 году «Ярослав» перешёл из Ревеля в Кронштадт, где был разобран в 1798 году.

## Командиры
Должность командира корабля занимали:
1. 1784—1786 — Е. С. Одинцов
2. 1787—1788 — Д. Бикс
3. 1789 — Г. Сиверс
4. до 18 июля 1790 — С. Н. Телепнев
5. с 18 июля 1790 по 10 июля 1795 — А. Е. Мясоедов
6. с 10 по 30 июля 1795 — П. П. Лялин